# Ecología funcional

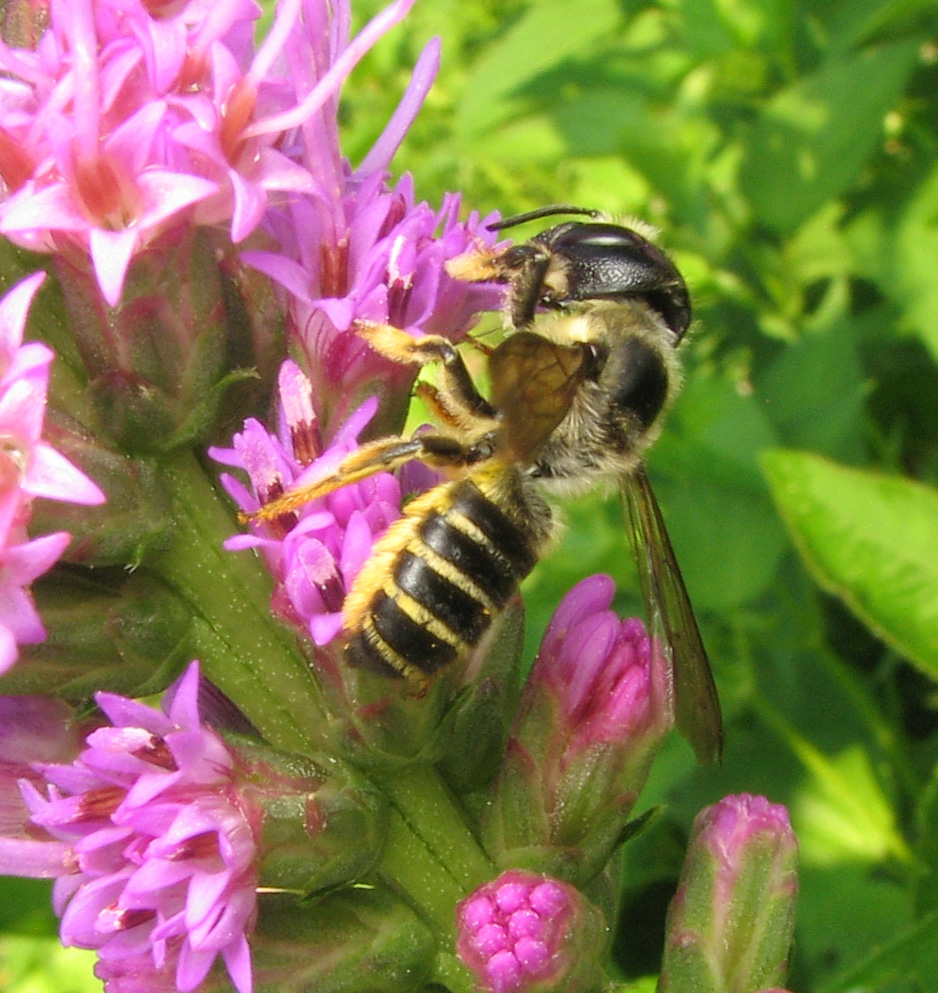
Las abejas cumplen la función ecológica de polinizar las flores, manteniendo la reproducción de la flora y la densidad en el ecosistema.

La ecología funcional es una rama de la ecología que se centra en los roles o funciones que desempeñan las especies en la comunidad o ecosistema en el que se encuentran. En este enfoque, se enfatizan las características fisiológicas, anatómicas y de historia de vida de las especies. El término "función" se usa para enfatizar ciertos procesos fisiológicos en lugar de propiedades discretas, describir el papel de un organismo en un sistema trófico o ilustrar los efectos de los procesos naturales selectivos en un organismo. Esta subdisciplina de la ecología representa la encrucijada entre los patrones ecológicos y los procesos y mecanismos que los subyacen. Se centra en rasgos representados en gran número de especies y puede medirse de dos maneras. El primero es la detección, que implica la medición de un rasgo en varias especies, y el segundo es el empirismo, que proporciona relaciones cuantitativas para los rasgos medidos en la detección. La ecología funcional a menudo enfatiza un enfoque integrador, utilizando los rasgos y actividades de los organismos para comprender la dinámica de la comunidad y los procesos de los ecosistemas, particularmente en respuesta a los rápidos cambios globales que se producen en el medio ambiente terrestre.
La ecología funcional se encuentra en el nexo de varias disciplinas dispares y sirve como principio unificador entre la ecología evolutiva, la biología evolutiva, la genética y la genómica, y los estudios ecológicos tradicionales, e intenta comprender "las habilidades competitivas de las especies, los patrones de coexistencia de especies, la comunidad la asamblea, y el papel de los diferentes rasgos en el funcionamiento del ecosistema".

## Historia
La noción de que las funciones de los ecosistemas pueden verse afectadas por sus partes constituyentes tiene sus orígenes en el siglo XIX. El origen de las especies de Charles Darwin es uno de los primeros textos en comentar directamente sobre el efecto de la biodiversidad en la salud del ecosistema al observar una correlación positiva entre la diversidad de las plantas y la productividad del ecosistema. En su influyente obra de 1927, Animal Ecology, Charles Elton propuso clasificar un ecosistema según la forma en que sus miembros utilizan los recursos. En la década de 1950, fue ampliamente aceptado el modelo de ecosistemas de Elton, donde los organismos que compartían similitudes en el uso de los recursos ocupaban el mismo "gremio" dentro de un ecosistema.
A partir de la década de 1970, un mayor interés en la clasificación funcional revolucionó la ecología funcional. Los 'gremios' serían re-denominados 'grupos funcionales', y los esquemas de clasificación comenzaron a centrarse más en las interacciones entre las especies y los niveles tróficos. La ecología funcional se entendió ampliamente como el estudio de los procesos ecológicos que conciernen a las adaptaciones del organismo dentro del ecosistema. En la década de 1990, la biodiversidad se entendió mejor como la diversidad de las funciones ecológicas de las especies dentro de un ecosistema, en lugar de simplemente una gran cantidad de especies diferentes presentes. Finalmente, en la década de 2000, los investigadores comenzaron a usar esquemas de clasificación funcional para examinar las respuestas de los ecosistemas y organismos a los cambios y perturbaciones drásticos, y el impacto de la pérdida de funciones en la salud de un ecosistema.
En Chile existen diferentes centros de investigación, universidades y laboratorios que se encargan de generar conocimientos empíricos sobre Ecología Funcional. La Universidad de Concepción, en el departamento de botánica alberga el laboratorio ECOLFUN (Ecología funcional), quienes actualmente plantean preguntas relacionadas con la diversidad funcional en especies de plantas y su distribución geográfica, principalmente en el sur de Chile.

## Diversidad funcional
La diversidad funcional se considera ampliamente como "el valor y el rango de aquellas especies y rasgos de organismos que influyen en el funcionamiento del ecosistema" En este sentido, el uso del término "función" puede aplicarse a individuos, poblaciones, comunidades, niveles tróficos, o proceso evolutivo (es decir, considerando la función de las adaptaciones). La diversidad funcional se concibió como una clasificación alternativa a los esquemas que utilizan la diversidad genética o la diversidad fisiológica para medir la importancia ecológica de las especies en un entorno, así como una forma de entender cómo la biodiversidad afecta las funciones específicas de los ecosistemas, en este contexto, la "biodiversidad" se refiere A la diversidad de funciones de los ecosistemas presentes en un sistema dado. La comprensión de los ecosistemas a través de la diversidad funcional es tan poderosa como aplicable en términos generales y brinda una perspectiva de los patrones observables en los ecosistemas, como la ocurrencia de especies, las capacidades competitivas de las especies y la influencia de las comunidades biológicas en el funcionamiento de los ecosistemas.

### Impacto en la salud del ecosistema
Un interés clave de la investigación moderna en ecología funcional es el impacto de la diversidad funcional en la salud del ecosistema. Como era de esperar, la biodiversidad tiene un impacto positivo en la productividad de un ecosistema. El aumento de la diversidad funcional aumenta tanto la capacidad del ecosistema para regular el flujo de energía y materia a través del medio ambiente (Funciones del ecosistema), como la capacidad del ecosistema para producir recursos beneficiosos para los seres humanos, como el aire, el agua y la madera (Servicios del ecosistema). Las funciones de los ecosistemas se reducen drásticamente al disminuir la diversidad de genes, especies y grupos funcionales presentes en un ecosistema. De hecho, las reducciones en la diversidad funcional afectan ampliamente la capacidad de supervivencia de los organismos en un entorno independientemente del grupo funcional, el nivel trófico o la especie, lo que implica que la organización y la interacción de las comunidades en un ecosistema tienen un impacto profundo en su capacidad para funcionar y auto-actuar sostener. Además, la diversidad mejora la estabilidad ambiental. Cuanto mayor es la diversidad de un ecosistema, más resistente es a los cambios en la composición de las especies (por ejemplo, eventos de extinción o especies invasoras) y cambios extraños en las condiciones ambientales (por ejemplo, la tala, la agricultura y la contaminación). Además, los beneficios que la diversidad proporciona a una escala de entorno no lineal con la cantidad de diversidad. Desafortunadamente, esta relación también actúa en la dirección opuesta. La pérdida de diversidad interrumpe de manera no lineal los ecosistemas (incluso los estables); este impacto negativo es especialmente perjudicial cuando la pérdida se produce a través de niveles tróficos. Por ejemplo, la pérdida de un solo depredador terciario puede tener efectos en cascada en la cadena alimentaria, lo que resulta en la reducción de la biomasa de las plantas y la diversidad genética. Esto a su vez puede alterar la "estructura de la vegetación, la frecuencia de incendios e incluso las epidemias de enfermedades en una variedad de ecosistemas". Los efectos de la diversidad en los ecosistemas son tan poderosos que pueden rivalizar con el impacto del cambio climático y otros factores estresantes del ecosistema global.
Alternativamente, en situaciones raras, se ha demostrado que la diversidad retarda la productividad ecológica. En ambientes microscópicos elaborados experimentalmente, un cultivo diverso de bacterias fue incapaz de producir un cultivo homogéneo de una cepa de control "eficiente". Sin embargo, la validez estadística y la configuración de estos experimentos han sido cuestionadas y requieren una investigación adicional para tener un mérito sustancial. En general, el consenso actual de que la diversidad es beneficiosa para la salud del ecosistema tiene mucho más apoyo teórico y empírico y es más ampliamente aplicable.

### Escala
La mayoría de los modelos de diversidad funcional compleja solo son efectivos en una pequeña gama de escalas espaciales. Sin embargo, al definir la densidad de probabilidad del rasgo funcional como una "función que representa la distribución de las probabilidades de observar cada valor de rasgo posible en una unidad ecológica dada", los resultados de muchos modelos se pueden generalizar a escalas más grandes. A escalas espaciales más grandes, una mayor heterogeneidad ambiental puede aumentar las oportunidades para que las especies exploten grupos más funcionales. De acuerdo con esta conclusión, las pruebas de los modelos teóricos predicen que los efectos netos de la biodiversidad en las funciones del ecosistema se fortalecen con el tiempo, en escalas espaciales más grandes y con recursos naturales más heterogéneos. Sin embargo, se espera que estos resultados subestimen la relación real que implica que las grandes escalas de espacio y tiempo, junto con diversos recursos, son más de lo necesario para sostener un ecosistema.

## Aplicaciones de la ecología funcional
Un enfoque funcional para comprender y manejar los entornos proporciona numerosos beneficios para nuestra comprensión de la biología y sus aplicaciones en nuestras vidas. Si bien el concepto de ecología funcional aún está en su infancia, se ha aplicado ampliamente a lo largo de los estudios biológicos para comprender mejor los organismos, los entornos y sus interacciones.

### Detección y clasificación de especies
Las nociones de ecología funcional tienen implicaciones beneficiosas para la detección y clasificación de especies. Cuando se detectan especies, rasgos ecológicamente importantes, como la altura de la planta, influyen en la probabilidad de detección durante los estudios de campo. Cuando se analiza de forma holística un entorno, el error sistemático de la detección de especies imperfectas puede llevar a conclusiones evolutivas incorrectas entre rasgos y entornos, así como a estimaciones deficientes de la diversidad de rasgos funcionales y al papel ambiental. Por ejemplo, si es menos probable que se detecten pequeñas especies de insectos, los investigadores pueden concluir que son mucho más escasos (y, por lo tanto, menos impactantes) en el medio ambiente que las especies más grandes de insectos. Este 'filtrado de detección' tiene consecuencias importantes en el empaquetado funcional y en la definición de grupos funcionales en un ecosistema. Afortunadamente, las correlaciones entre el cambio ambiental y la adaptación evolutiva son mucho más grandes que los efectos de la detección de especies imperfectas. Sin embargo, acercarse a los ecosistemas con mapas teóricos de las relaciones funcionales entre las especies y los grupos puede reducir la probabilidad de una detección incorrecta y mejorar la solidez de las conclusiones biológicas extraídas.
Un enfoque funcional para definir rasgos puede incluso ayudar a la clasificación de especies. Los esquemas de taxonomía centrados en los rasgos se han utilizado durante mucho tiempo para clasificar las especies, pero el número y el tipo de "rasgo" a considerar es ampliamente debatido. Considerar más rasgos en un esquema de clasificación separará las especies en grupos funcionales más específicos, pero puede llevar a una sobreestimación de la diversidad funcional total en el ambiente. Sin embargo, considerando que muy pocos rasgos corre el riesgo de clasificar las especies como funcionalmente redundantes, cuando en realidad son vitales para la salud del ecosistema. Entonces, antes de que uno pueda clasificar los organismos por rasgos, la definición de 'rasgo' debe ser resuelta. En lugar de definir los rasgos como proxies para el desempeño del organismo, como lo hizo Charles Darwin, los ecólogos modernos favorecen una definición más robusta de los rasgos a los que a menudo se hace referencia como "rasgos funcionales". Bajo este paradigma, los rasgos funcionales se definen como rasgos morfo-fisiofenológicos que impactan la aptitud indirectamente a través de sus efectos sobre el crecimiento, la reproducción y la supervivencia. Hay que tener en cuenta que su definición no es específica de la especie. Dado que las organizaciones biológicas más grandes crecen, se reproducen y se sostienen tal como lo hacen los organismos individuales, los rasgos funcionales también se pueden usar para describir procesos y propiedades de los ecosistemas. Para distinguir entre rasgos funcionales a diferentes escalas, el esquema de clasificación adopta la siguiente nomenclatura. Los organismos individuales tienen rasgos ecofisiológicos y rasgos de historia de vida; las poblaciones tienen rasgos demográficos; las comunidades tienen rasgos de respuesta; y los ecosistemas tienen rasgos de efecto. En cada nivel, los rasgos funcionales pueden influir directa e indirectamente en los rasgos funcionales en los niveles por encima o por debajo de ellos. Por ejemplo, cuando se promedian sobre un ecosistema, las alturas de las plantas individuales pueden contribuir a la productividad o eficiencia del ecosistema.
| Rasgo            | Escala     | Alcance                                                                                            | Ejemplos                                                                    |
| ---------------- | ---------- | -------------------------------------------------------------------------------------------------- | --------------------------------------------------------------------------- |
| Ecofisiológico   | Individual | Calidad fisiológica que afecta el estado físico relativo.                                          | El tamaño de la hoja puede afectar la absorción de energía solar.           |
| Historia de vida | Individual | Cualidades que afectan el estado físico relativo y el cambio a lo largo de la vida de un individuo | Cambios en el tamaño corporal, vida útil, edad a la reproducción.           |
| Demográfico      | Población  | Cambios en una población a lo largo del tiempo.                                                    | Tasas de natalidad y mortalidad                                             |
| Respuesta        | Comunidad  | Respuestas de la comunidad a las variables ambientales.                                            | La flora crece más alta después de que un fuego despeja el dosel del árbol. |
| Efecto           | Ecosistema | Efectos que involucran el funcionamiento de un ecosistema.                                         | La necesidad de las plantas para que exista un ecosistema.                  |

### Genómica
La ecología funcional está estrechamente relacionada con la genómica. Comprender los nichos funcionales que los organismos ocupan en un ecosistema puede proporcionar pistas sobre las diferencias genéticas entre los miembros de un género. Por otro lado, descubrir los rasgos / funciones que los genes codifican para obtener información sobre los roles que desempeñan los organismos en su entorno. Este tipo de estudio genómico se conoce como ecología genómica o ecogenómica. La ecología genómica puede clasificar rasgos en niveles celulares y fisiológicos que conducen a un sistema de clasificación más refinado. Además, una vez que se identifican los marcadores genéticos para rasgos funcionales en individuos, se pueden hacer predicciones sobre la diversidad funcional y la composición de un ecosistema a partir de los datos genéticos de unas pocas especies en un proceso llamado "ecología inversa". La ecología inversa también puede contribuir a mejorar la taxonomía de los organismos. En lugar de definir las especies solo por proximidad genética, los organismos pueden clasificarse adicionalmente por las funciones que desempeñan en la misma ecología. Esta aplicación de ecología inversa ha demostrado ser especialmente útil en la clasificación de bacterias. Los investigadores pudieron identificar la correspondencia entre la variación genética y la función de nicho ecológico en el género Agrobacterium y su mayor implicación biológica en la distinción de especies y la diversidad en el ecosistema. Los investigadores encontraron que 196 genes específicos de Agrobacterium fabrum codificaban vías metabólicas específicas de plantas que permitían el uso de compuestos y azúcares específicos de plantas para evitar la deficiencia de hierro. Este rasgo, exclusivo de Agrobacterium fabrum, le permitió evitar la competencia con bacterias estrechamente relacionadas en Agrobacterium que se encuentran en el mismo entorno. Por lo tanto, la comprensión de la genética de Agrobacterium fabrum permitió a los investigadores inferir que evolucionó al nicho (es decir, el papel ecológico) de una planta para evitar competir con sus parientes cercanos. Si se puede demostrar que este proceso se generaliza, las funciones ecológicas de otros organismos pueden inferirse simplemente a partir de la información genética.
Sin embargo, la ecología inversa y la ecología genómica enfrentan varios obstáculos antes de que puedan ser aceptados como enfoques rigurosos y generales de la taxonomía o la ecología. Uno de los principales desafíos es que no existen tecnologías para la secuenciación y comparación de datos transcriptómicos, lo que hace que la adquisición de datos transcriptómicos dependa de las condiciones ambientales. Además, a medida que los entornos estudiados aumentan en complejidad, los datos transcriptómicos se vuelven más difíciles de recopilar. Además, las funciones que muchos genes descubiertos codifican son aún desconocidas, lo que dificulta, si no imposible, inferir la función ecológica de un genoma. Probar hipótesis sobre qué funciones codifican los genes es difícil experimentalmente y es costoso y requiere mucho tiempo.

### Desextinción
La ecología funcional también tiene amplias aplicaciones para la ciencia y el debate sobre la desextinción, la resurrección de especies extintas. La ecología funcional se puede aplicar para evaluar estratégicamente la resurrección de especies extintas para maximizar su impacto en un ambiente. Para evitar reintroducir una especie que se vuelve funcionalmente redundante por uno de sus ancestros, se puede realizar un análisis funcional de los ecosistemas globales para determinar qué ecosistemas se beneficiarían más de la diversidad funcional agregada de las especies reintroducidas. Estas consideraciones son importantes porque, si bien muchas de las especies que actualmente se consideran para la extinción son terrestres, también son funcionalmente redundantes en sus ecosistemas anteriores. Sin embargo, muchas especies marinas extintas han sido identificadas como funcionalmente únicas en sus entornos, incluso hoy en día, lo que constituye un fuerte argumento para su reintroducción. De hecho, si bien la evolución ha recuperado algunas funciones, como ocurre con muchas especies terrestres extintas, algunas brechas funcionales se han ampliado con el tiempo. La reintroducción de especies extintas tiene el potencial de cerrar estas brechas, haciendo que los ecosistemas sean más ricos y equilibrados. 
Además, antes de que una especie se extinga en el sentido clásico de la palabra, tener en cuenta una perspectiva funcional puede evitar la "extinción funcional". La extinción funcional se define como "el punto en el que una especie no cumple su función funcional histórica". Las especies en peligro de extinción, como las especies de tigres, atunes y nutrias marinas, generalmente califican para este umbral. Si se considera la ecología funcional, se pueden introducir nuevas especies (no necesariamente extintas) en el ecosistema donde una especie se ha extinguido funcionalmente antes de que alguna acción de extinción sea necesaria. Este puede ser un proceso transformador clave en la conservación y restauración ecológica porque la extinción funcional puede tener efectos en cascada en la salud de un ecosistema. Por ejemplo, las especies que diseñan ecosistemas como los castores son particularmente únicas funcionalmente; su ausencia de un ecosistema podría ser devastadora.
Si bien los argumentos funcionales para la reintroducción de especies extintas, pueden pintar una reintroducción cuidadosa como una bendición ecológica, el debate ético y práctico sobre la extinción no ha dejado ilesos los enfoques funcionales. La principal crítica de los argumentos funcionales a favor de la extinción se centra en gran medida en las afirmaciones de que las funciones ecológicas a menudo se definen de manera ambigua y que no está claro qué funciones deben estar presentes para definir un ecosistema. Estos argumentos sugieren que reintroducir una especie extinta podría dañar drásticamente a un ecosistema si las conclusiones sobre su función o las funciones de la especie que pretende reemplazar son incorrectas. Además, incluso si se entiende bien la función de una especie extinta, la extinción podría ser igualmente dañina si el ecosistema ya no necesita la función servida por la especie extinta. 

## Revistas
La revista científica Functional Ecology es publicada por la British Ecological Society desde 1986.